# Leptosphaeria hemicrypta
Leptosphaeria hemicrypta är en svampart som beskrevs av Oudem. . Leptosphaeria hemicrypta ingår i släktet Leptosphaeria och familjen Leptosphaeriaceae.   Inga underarter finns listade i Catalogue of Life.